# Edward Poppe
Edward Poppe (18. prosince 1890, Temse – 10. června 1924, Moerzeke) byl belgický římskokatolický kněz, známý jako šiřitel oddanosti k eucharistii. Katolická církev jej uctívá jako blahoslaveného.

## Život
Narodil se dne 18. prosince 1890 v obci Temse v okrese Arrondissement Sint-Niklaas jako třetí z osmi dětí pekaři Dèsirèmu Aloiesi Poppemu a Josephě Ogiers. Jeho bratr se stal knězem, pět jeho sester se stalo řeholnicemi a další sestra zůstala doma s matkou.
Byl energickým dítětem a výborným studentem. Byl však docela tvrdohlavý a byl také velký jedlík, kdy rád hltal pamlsky z otcova obchodu. Roku 1902 přijal první svaté přijímání a svátost biřmování, což jej učinilo značně vážnějším a již méně  škádlil své sourozence. Na jeře roku 1904 se rozhodl stát se knězem, což mu jeho rodiče umožnili i přes to, že jeho otec zpočátku chtěl, aby převzal jeho pekařský podnik. V letech 1905–1910 studoval na menším semináři sv. Josefa v Sint-Niklaas, kde se stal členem sdružení De Klauwaerts, což bylo studentské sdružení ve Vlámském hnutí před první světovou válkou.
Přes otcovu smrt dne 10. ledna 1907 mohl pokračovat ve studiu. V září roku 1910 byl zahájil svoji vojenskou službu, kde však byl jako seminarista často terčem zesměšňování a provokací, zatímco vulgární povaha jeho společníků byla pro něj nesnesitelná. Bylo pro něj také těžké, že se nemohl každý týden účastnit mše svaté a přijímat eucharistii. Ve volném čase mimo službu se věnoval studiu filosofie. Rád také četl básně, což jej bavilo od dětství.
Svá studia tomismu zahájil dne 13. března 1912 na Katolické univerzitě v Lovani, kde jej ovlivnila díla sv. Ludvíka z Montfortu, která z něj učinila horlivého ctitele Matky Boží. V této době na něj také zapůsobila díla sv. Terezie z Lisieux, ale také miloval sv. Františka z Assisi. Dne 14. července 1913 promoval v literatuře a filozofických studiích v Lovani. V září roku 1913 začal studovat na hlavním semináři v Gentu, kde se stal členem Filioli Caritatis, což byla skupina kněží, usilujících o svatost.
Po vypuknutí první světové války v roce 1914 byl 1. srpna povolán jako ošetřovatel na bojiště, ale 25. srpna onemocněl v Namuru poté, co od 4. srpna působil na bojišti. Po svém uzdravení se v dubnu roku 1915 vrtil ke studiu na semináři poté co mu kardinál Désiré-Joseph Mercier udělil dispenz od služby v ozbrojených silách.
Dne 1. května 1916 byl vysvěcen na kněze pro diecézi Gent a 16. června téhož roku byl ustanoven farním vikářem v Sint-Coleta, což byla farnost chudých dělníků v Gentu. Podporoval úctu k eucharistii a založil Eucharistickou ligu jako sdružení nábožensky smýšlejících dětí. Rozhodl se žít v hmotné chudobě, aby se přiblížil svým farníkům.

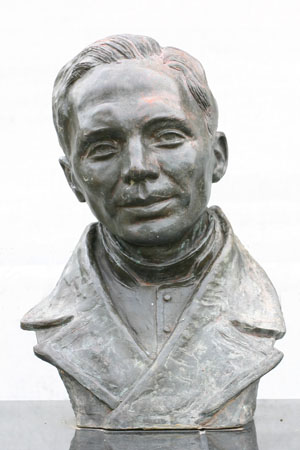
Busta

Jeho způsob života ho však oslaboval. V červenci 1917 musel být převezen do kláštera v Moerzeke. Bylo mu nařízeno, aby si měsíc odpočinul. I přes zdravotní obtíže se toužil nadále věnovat pastoraci. Často byl poté kvůli svému zdravotnímu stavu upoután na lůžko. V té době se kromě služby ve farnosti věnoval psaní článků do časopisů. V červenci roku 1918 požádal svého biskupa o jiný post, načež od 4. října 1918 do roku 1922 působil jako duchovní vůdce sester vincentek. Dne 11. května 1919 utrpěl těžký infarkt, po kterém také přijal pomazání nemocných. Během následného zotavování se, kdy trávil mnoho času na lůžku, psal články, které byly často kritikou materialismu a marxismu. Dne 8. června 1919 utrpěl mnohem vážnější infarkt, po kterém nemohl ani přijímat návštěvy nebo sloužit mši svatou. Během několika následujících měsíců se zotavil a 15. září 1920 navštívil hrobku sv. Terezie z Lisieux ve Francii.
Zlepšení jeho zdravotního stavu způsobilo, že byl v říjnu roku 1922 jmenován duchovním vůdcem školy ozbrojených sil v Leopoldsburgu pro seminaristy a kněze, kteří byli povoláni do vojenské služby. Srdeční krize v roce 1923, při vánoční návštěvě své matky, mu však znemožnila návrat do Leopoldsburgu a byl opět poslán na odpočinek do kláštera v Moerzeke. Dne 1. ledna 1924 utrpěl další infarkt a 3. února téhož roku utrpěl těžký relaps. Zemřel na mrtvici ráno dne 10. června 1924 v Moerzeke. Před smrtí přijal svátost nemocných.

## Úcta
Jeho beatifikační proces započal dne 5. dubna 1966, čímž obdržel titul služebník Boží. Dne 30. června 1986 jej papež sv. Jan Pavel II. podepsáním dekretu o jeho hrdinských ctnostech prohlásil za ctihodného. Dne 3. července 1998 byl uznán zázrak na jeho přímluvu, potřebný pro jeho blahořečení.
Blahořečen pak byl dne 3. října 1999 na Svatopetrském náměstí papežem sv. Janem Pavlem II.
Jeho památka je připomínána 10. června. Bývá zobrazován v kněžském oděvu. Je patronem obce Moerzeke.